# Canarium salomonense
Canarium salomonense är en tvåhjärtbladig växtart. Canarium salomonense ingår i släktet Canarium och familjen Burseraceae.

## Underarter
Arten delas in i följande underarter:
- C. s. papuanum
- C. s. salomonense